# José Cruz
José Cruz é um humorista e ator franco-português que vive em Paris.

## Biografia

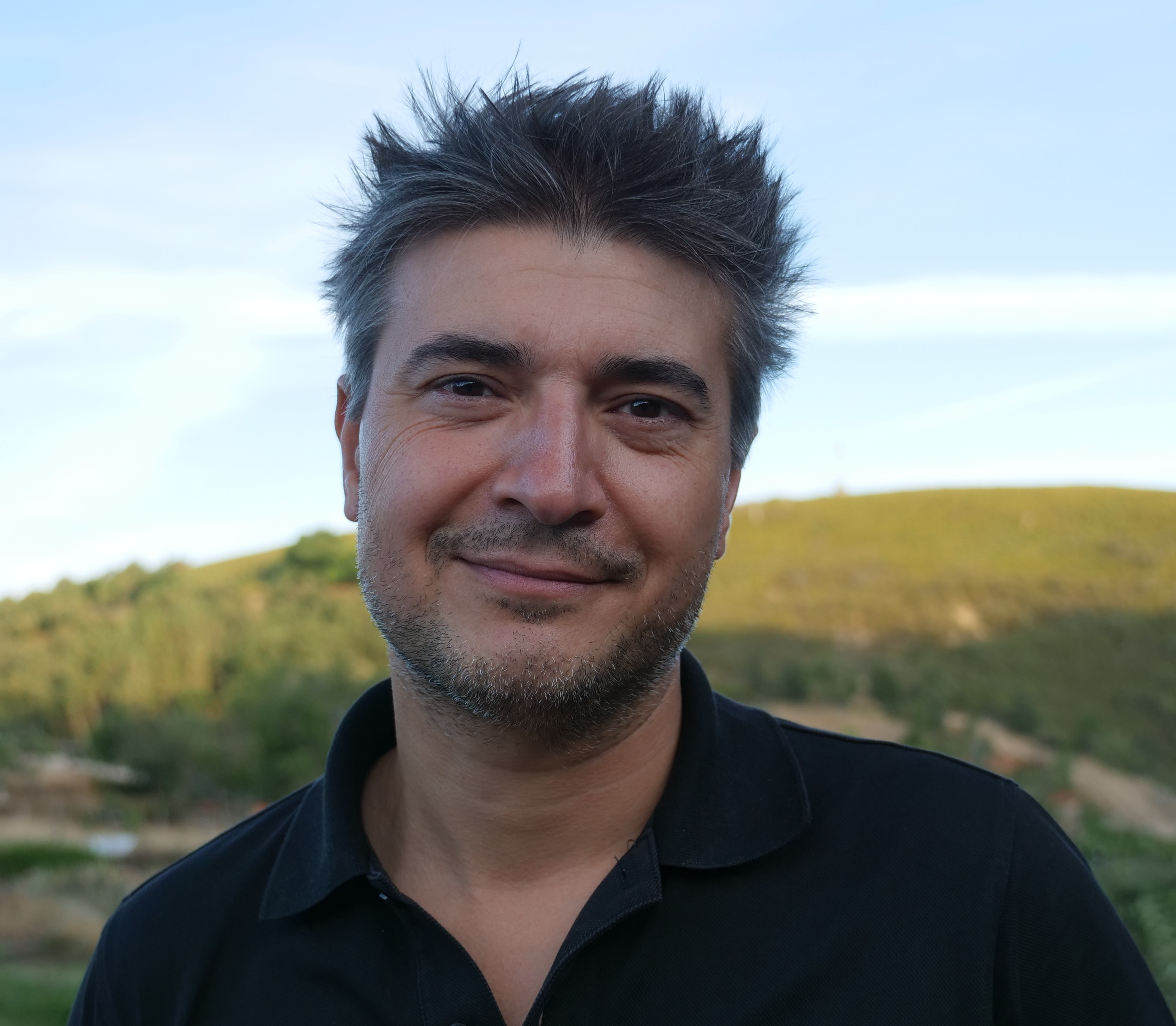
O humorista e ator José Cruz, durante sua digressão em Portugal em 2019

Nascido em França (Poissy) de pais portugueses, José Cruz começou sua formação teatral na Escola Claude Mathieu em Paris em 1997. Completou sua formação com um estágio teatral em Cambridge sob a direção de Patrizia Di Risio e outro na Córsega sob a direção de Robin Renucci.     
Depois de ter atuado em várias peças de teatro clássico e contemporâneo, criou e interpretou em 2009 o seu primeiro espetáculo de stand-up Olá! que reuniu mais de 60000 espetadores em 500 apresentações em toda a França, Bélgica, Suíça, Luxemburgo e Portugal. Tornou-se depois conhecido por um público mais largo a partir de 2016, graças ao sucesso do seu vídeo viral "A Trotineta Portuguesa", que totaliza quase vinte milhões de visualizações na Internet e em várias redes sociais.      
José Cruz atuou tanto em francês como em português, em grandes festivais de humor (Festival de comédia de Montreux, VooRire de Liège, Top In humour, Festival de humor pela paz, etc.) e nalguns dos maiores palcos parisienses tal como Olympia (como primeira parte de Dulce Pontes), o Palais des Sports e o Palais des Congrès (como primeira parte de Tony Carreira).      
Em 2018, José Cruz criou e começou a interpretar seu segundo espetáculo de stand-up, Em Construção , dirigido por Laetitia Lebacq, e realizou uma digressão de um mês durante o verão de 2019 em torno de um conceito original , intitulado Vou atuar em Portugal na vossa casa.

## Teatro
- 2004-2008: Bachi e Bazouk, da Compagnie La Grenade, dirigido por Stéphane Bientz
- 2009-2016: Olá! dirigido por Douceline Derréal
- Desde 2018: Em construção, dirigido por Laetitia Lebacq
- Verão de 2019: digressão Vou atuar em Portugal na vossa casa

## Filmografia
- 2019: Coup de foudre en Andalousie [5]

## Distinção
- 2015: Topin d'Or [6] do Festival Top in Humor [7]